# Оушансајд (Њујорк)
Оушансајд (енгл. Oceanside) насељено је место без административног статуса у америчкој савезној држави Њујорк.

## Демографија
По попису из 2010. године број становника је 32.109, што је 624 (-1,9%) становника мање него 2000. године.
| Група             | 2000.          | 2010.          |
| Белци             | 29.784 (91,0%) | 27.596 (85,9%) |
| Афроамериканци    | 184 (0,6%)     | 404 (1,3%)     |
| Азијати           | 600 (1,8%)     | 881 (2,7%)     |
| Хиспаноамериканци | 1.931 (5,9%)   | 2.970 (9,2%)   |
| Укупно            | 32.733         | 32.109         |